# Jean Gailhac
Jean Gailhac (né à Béziers, le 13 novembre 1802; mort à Béziers le 25 janvier 1890) est un prêtre catholique français, fondateur de la congrégation des Religieuses du Sacré-Cœur de Marie, reconnu vénérable par l'Église catholique.

## Biographie
Fils d'Antoine Joseph et de Jeanne Marie Crouzilhac, Jean Gailhac est entré au grand séminaire de Montpellier en 1821 et a été ordonné le 23 septembre 1826 par Mgr Nicolas Fournier évêque du diocèse de Montpellier. En tant que jeune prêtre, il a enseigné la philosophie et a aidé à la formation religieuse des étudiants au séminaire.
Le 12 septembre 1828, le père Jean Gailhac a été affecté comme aumônier à l'hôpital civil et militaire de la ville de Béziers où il a rencontré de nombreuses femmes qui souffraient de maladies conséquences de la prostitution. Ces femmes étaient pour la plupart illettrées et n'avaient ni famille ni soutien social. Avec l'aide d'amis, il a fondé le Bon Pasteur, un refuge pour ces femmes.
Au cours des ans, le père Gailhac a parlé avec ses amis Eugène Cure (1803-1848) et son épouse Appollonie Cure née Pellissier (1809-1869). Les Cure se sont consacrés à soutenir les actions du père Gailhac. En 1848, après la mort d'Eugène Cure, Appollonie Cure a décidé de consacrer sa fortune et sa vie à travailler pour l'éducation et l'aide de ces femmes et de leurs enfants. En 1849, le père Gailhac a réuni Appollonie Cure et cinq autres femmes : Eulalie Vidal, Rosalie Gibbal, Rose Jeantet, Cécile Cambon, et Marie Roques pour former la congrégation des Religieuses du Sacré-Cœur de Marie. Le père Gailhac a agi comme directeur spirituel et formateur pour ces femmes qui ont commencé leur travail au Refuge du Bon Pasteur pour les femmes et à un orphelinat. Appollonie Cure, maintenant « mère Saint Jean », a été nommé supérieure générale de la nouvelle communauté.
Comme la congrégation des Religieuses du Sacré-Cœur de Marie a grandi et s'est étendue à d'autres pays et continents, le père Gailhac est resté en contact avec elles par le biais de nombreuses lettres, visites et traités spirituels.
Le père Jean Gailhac a été déclaré vénérable par l'Église catholique romaine en 1972.
En juillet 2022, la dépouille du Vénérable Jean Gailhac ainsi que celles d'Appollonie, native de Murviel-lès-Béziers, et Eugène Cure, natif d'Autignac, sont exhumées de la chapelle en rotonde de la maison mère de la Congrégation des Religieuses du Sacré-Cœur de Marie pour être transportées dans le caveau des religieuses, au cimetière vieux de Béziers. 